# Lance Reventlow
Grof Lance von Haugwitz-Hardenberg-Reventlow, ameriški dirkač Formule 1, * 24. februar 1936, London, Anglija, Združeno kraljestvo, † 24. julij 1972, Aspen, Kolorado, ZDA.
Lance Reventlow je pokojni ameriški dirkač Formule 1. V svoji karieri je dirkal na štirih dirkah v sezoni 1960, ko se mu na eno dirko ni uspelo kvalificirati, na dveh zaradi okvare dirkalnika ni štartal, na Veliki nagradi Belgije pa je odstopil. Umrl je leta 1972 v letalski nesreči.

## Popolni rezultati Formule 1
(legenda) (odebeljene dirke pomenijo najboljši štartni položaj, poševne pa najhitrejši krog, †-uvrščen kljub odstopu)
| Leto | Moštvo                     | Šasija     | Motor             | 1   | 2       | 3   | 4       | 5       | 6   | 7      | 8   | 9   | 10  | Prv | Toč |
| ---- | -------------------------- | ---------- | ----------------- | --- | ------- | --- | ------- | ------- | --- | ------ | --- | --- | --- | --- | --- |
| 1960 | Reventlow Automobiles Inc. | Scarab     | Scarab Straight-4 | ARG | MON DNQ | 500 | NIZ DNS | BEL Ret | FRA |        |     |     |     | -   | 0   |
| 1960 | Cooper Car Company         | Cooper T51 | Climax Straight-4 |     |         |     |         |         |     | VB DNS | POR | ITA | ZDA | -   | 0   |